# Sztaraja Majna-i járás

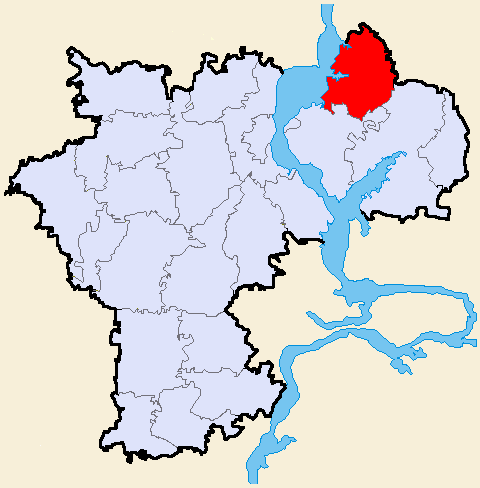
A Sztaraja Majna-i járás az Uljanovszki területen

A Sztaraja Majna-i járás (oroszul Старомайнский район) Oroszország egyik járása az Uljanovszki területen. Székhelye Sztaraja Majna.

## Népesség
- 2002-ben lakosságának 77%-a orosz, 9%-a tatár, 8%-a csuvas, 3%-a mordvin.
- 2010-ben 18 132 lakosa volt, melynek 80,2%-a orosz, 7,8%-a tatár, 7,2%-a csuvas, 1,8%-a mordvin.